# Trout River Bay
Trout River Bay is een baai van 50 ha in Newfoundland en Labrador, de oostelijkste provincie van Canada. De baai ligt aan de westkust van het eiland Newfoundland.

## Geografie
Trout River Bay is een inham van de Saint Lawrencebaai centraal aan Newfoundlands westkust. De gemeente Trout River is gevestigd aan de oevers ervan. De inham snijdt 600 m ver het binnenland in en heeft tussen zijn noordelijke en zuidelijke kaap een breedte van 900 m. In het noorden is de kust ruw en rotsachtig.
De baai ligt in een relatief bergachtig landschap dat deel uitmaakt van de Long Range. Twee rivieren met oorsprong in dat gebergte monden uit in het baaitje, namelijk de Trout River in het zuidwesten en de kleinere Manuels Brook in het noordoosten.

## Toerisme
De baai met haar bijhorende strand heeft voornamelijk belang als de vestigingsplaats Trout River, een toeristische kustplaats net buiten de grenzen van het Nationaal Park Gros Morne. Langs het strand staan onder andere woningen en vakantiehuizen en bevindt zich een kleine houten promenade. Er zijn ook picknickplaatsen en een speeltuin. De onbebouwde kustgedeeltes in het zuiden en noorden worden beide aangedaan door bewegwijzerde wandelpaden doorheen de natuur.

## Galerij

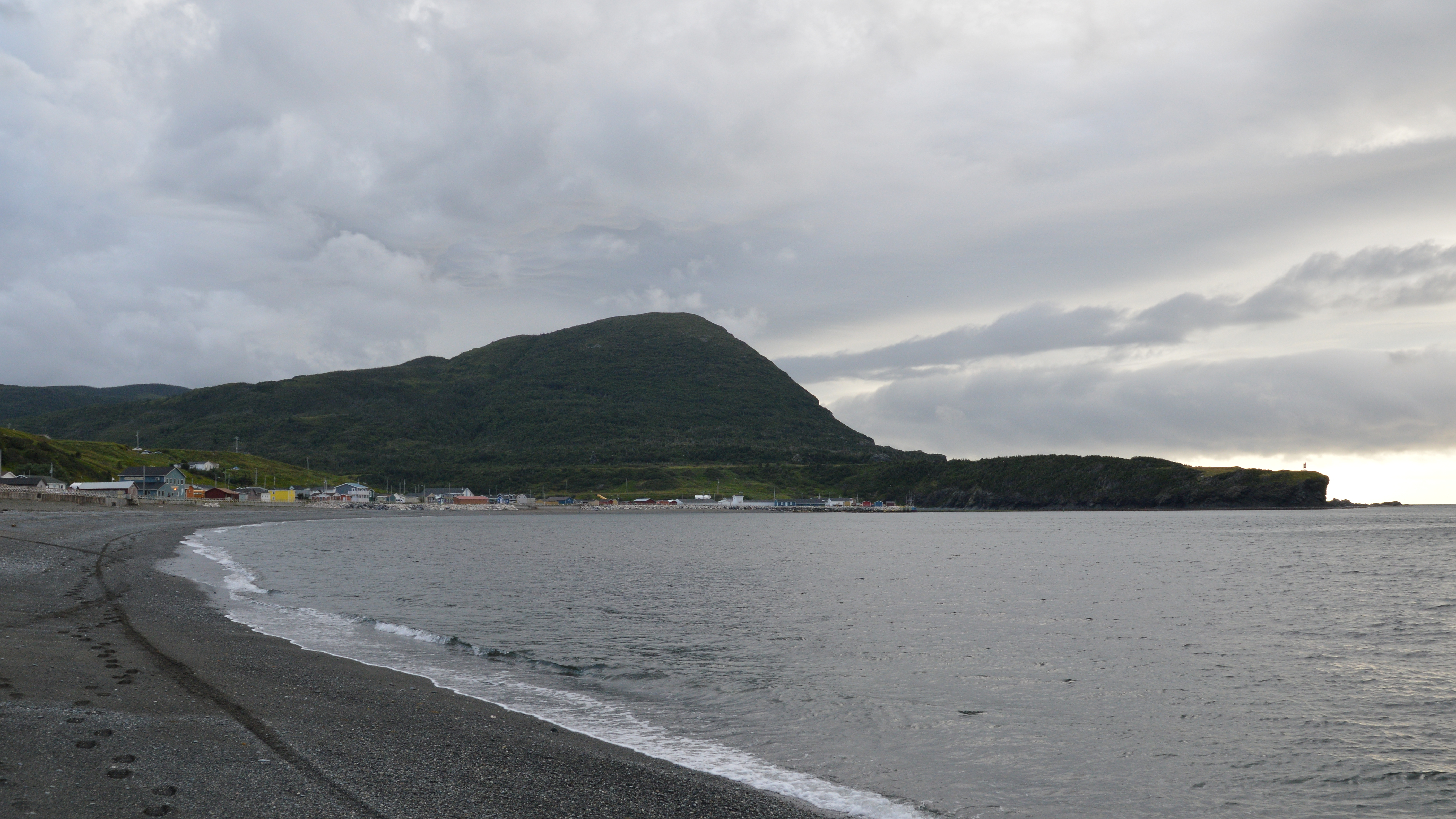
Zuidwaarts gericht zicht op Trout River vanop het strand
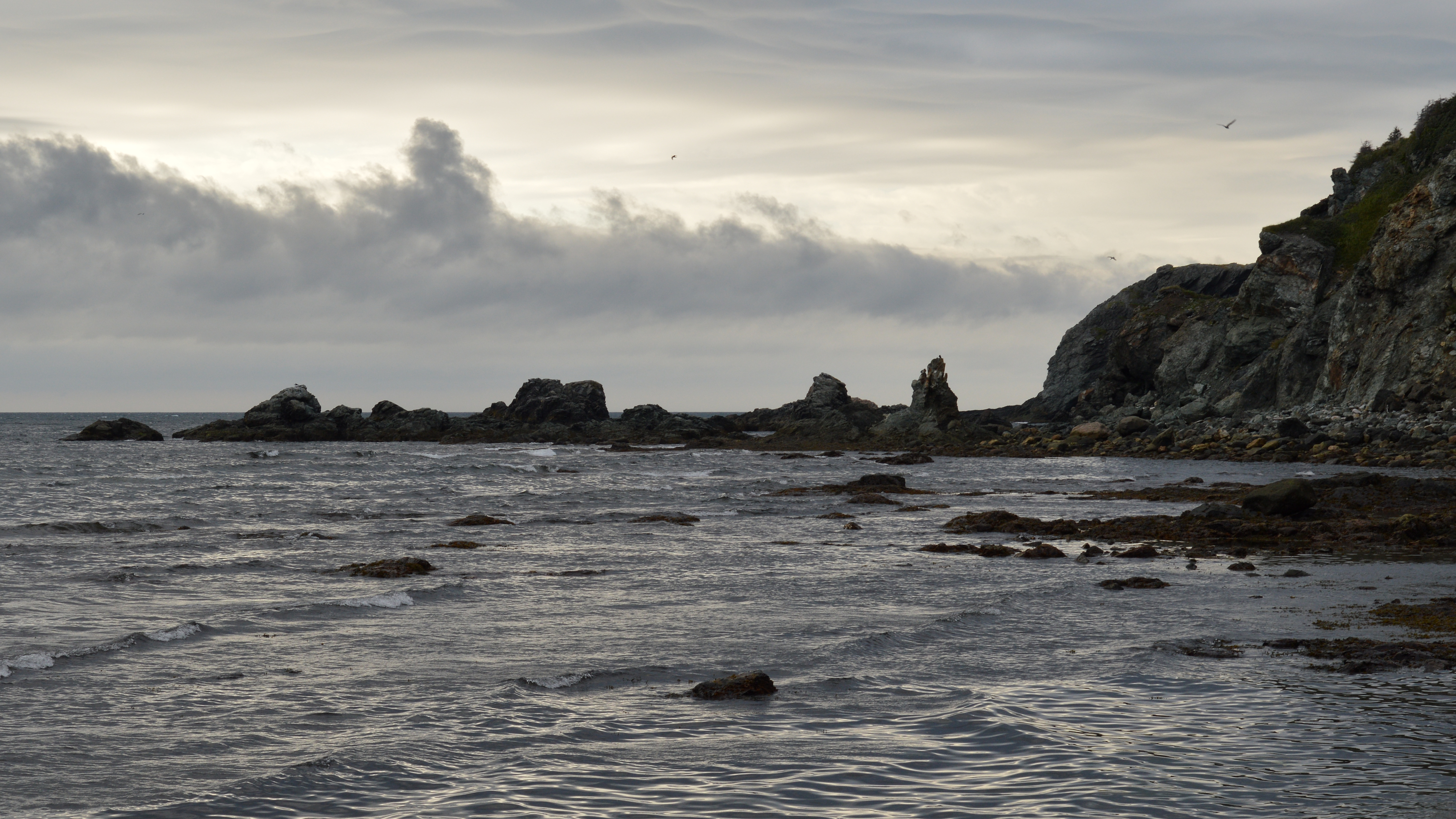
Bij de ruwe noordkust van de baai liggen er enkele klippen en rotsen in het water
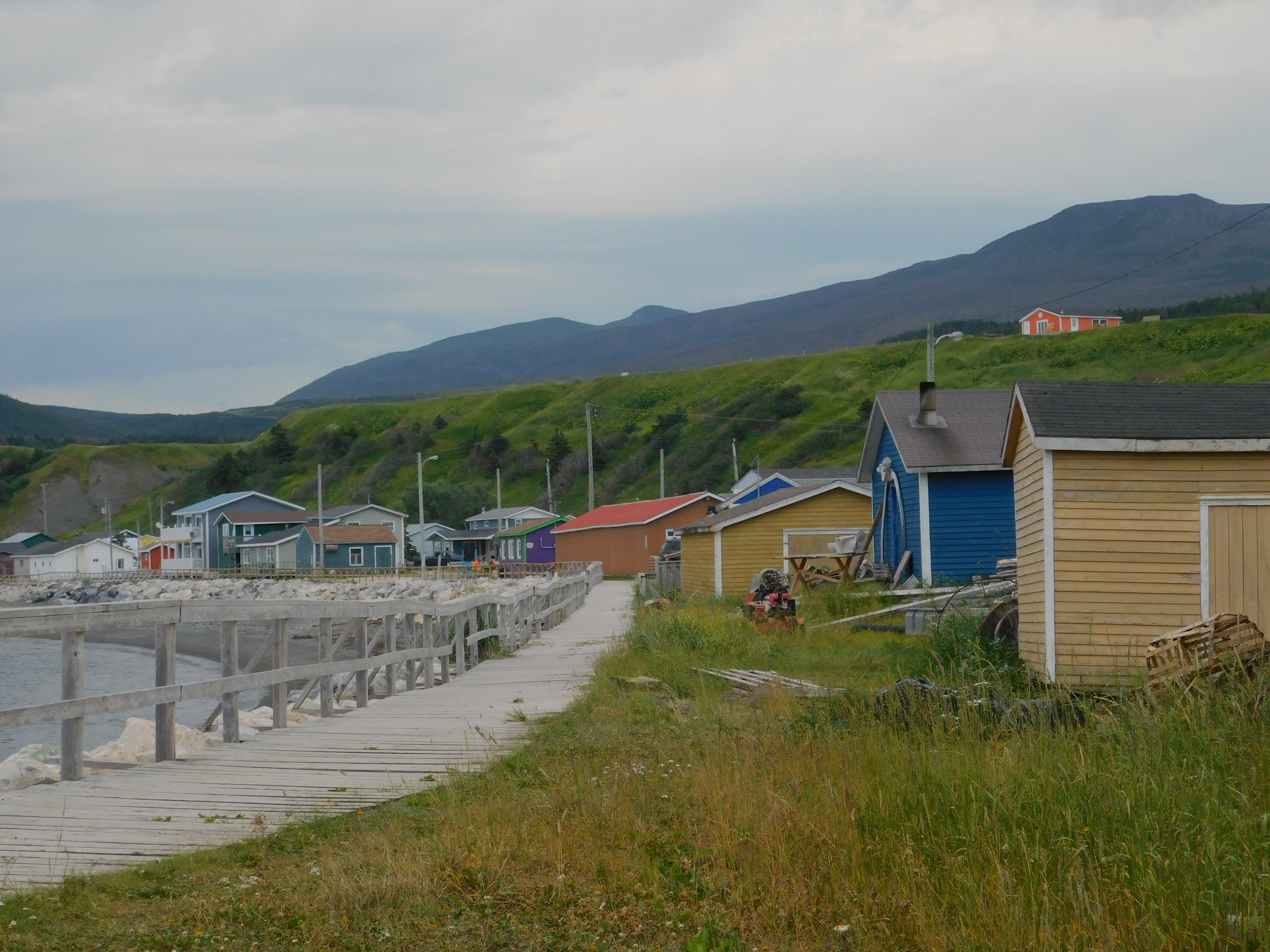
Aan de kust van Trout River ligt een houten wandelpad achter het strand